# Турецко-хорватские отношения
Турецко-хорватские отношения — двусторонние дипломатические отношения между Турцией и Хорватией. У Турции есть посольство в Загребе. У Хорватии есть посольство в Анкаре, а также два генеральных консульства: в Стамбуле и в Измире.

## История
Отношения между этими странами начались в 1991 году с признанием независимости Хорватии Турцией. Дипломатические отношения были установлены в 1992 году.

## Политические отношения
Турция и Хорватия являются членами Совета Европы, Североатлантического альянса (НАТО), Организации по безопасности и сотрудничеству в Европе (ОБСЕ), Всемирной торговой организации (ВТО) и Средиземноморского союза. Также с 2005 года обе страны были кандидатами на вступление в ЕС, в 2013 году Хорватия стала его членом.
В Хорватии проживает около 300 турок.

## Торговля
В 2006 году объём товарооборота между странами составил сумму 273,4 млн. долларов США.
В 2006 году более 22300 хорватских туристов посетили Турцию.